# 久保田順一
久保田 順一（くぼた じゅんいち、1947年 - ）は、日本の歴史学者。専攻は日本中世史。

## 経歴
昭和22年（1947年）、群馬県前橋市生まれ。昭和45年（1970年）、東北大学文学部史学科国史専攻卒業。群馬県立高校教諭を経て、群馬県地域文化研究協議会副会長、群馬県文化財保護審議会専門委員、みやま文庫編集幹事  。

## 著書

### 単著
- 『上野武士団の中世史』（みやま文庫、1996年）
- 『新田一族の盛衰』（あかぎ出版、2003年）
- 『新田一族の戦国史』（あかぎ出版、2005年）
- 『室町・戦国期上野の地域社会』（岩田書院〈中世史研究叢書6〉、2006年）
- 『中世前期上野の地域社会』（岩田書院〈中世史研究叢書18〉、2006年）
- 『上杉憲顕』（戎光祥出版〈中世武士選書13〉、2012年）
- 『新田義重―北関東の治承・寿永内乱』（戎光祥出版〈中世武士選書18〉、2013年）
- 『新田三兄弟と南朝―義顕・義興・義宗の戦い』（戎光祥出版〈中世武士選書28〉、2015年）
- 『上杉憲政―戦国末期、悲劇の関東管領』（戎光祥出版〈中世武士選書34〉、2016年）
- 『長野業政と箕輪城』（戎光祥出版〈シリーズ・実像に迫る3〉、2016年）
- 『上州白旗一揆の時代』（みやま文庫、2018年）
- 『戦国上野国衆事典』（戎光祥出版、2021年）
- 『上野武士と南北朝内乱―新田・上杉・白旗一揆』（戎光祥出版〈中世武士選書47〉、2023年）

### 共編著
- 『桐生佐野氏と戦国社会』（桐生文化史談会編、岩田書院、2007年）
- 『長尾景春』（黒田基樹編、戎光祥出版〈シリーズ・中世関東武士の研究〉、2010年）
- 『群馬県大間々扇状地の地域と景観 自然・考古・歴史』（大間々扇状地研究会編、大間々扇状地研究会、2010年）
- 『上野岩松氏』（黒田基樹編、戎光祥出版〈シリーズ・中世関東武士の研究〉、2015年）
- 『戦国史 上州の150年戦争』（梁瀬大輔共編、上毛新聞社、2016年）

### 編訳
- (槙島昭武)『関東古戦録 上巻』(あかぎ出版、2002年)
- (槙島昭武)『関東古戦録 下巻』(あかぎ出版、2002年)